# 阿尔瓦·努涅斯·卡韦萨·德·巴卡
阿爾瓦·努涅斯·卡韋薩·德·巴卡（1488年或1490年或1492年1559年5月19日之後—），文藝復興時期歐洲探險家。他是1527年佛羅里達探險航行的少數倖存者之一，曾浪跡於今日美國西南地區約八年。在這段旅途中，他成為了各個美洲原住民部落的商人與信仰治療師，直到1536年重新與墨西哥的西班牙文明接觸。他關於這段經歷的記述於1537年發表，1542年首次出版，書名為（《敘述與評論》），後來改名為（《遇難與評論》）。
由於他詳細記錄了所接觸的許多美洲原住民部落，卡韋薩·德·巴卡有時被視為早期人類學家的先驅之一。他後來成為拉布拉他河口和巴拉圭的總督，治理並記錄當地的社會與文化，對殖民地的早期發展產生了重要影響。
在1540年，卡韋薩·德·巴卡被任命為現今巴拉圭地區的阿德蘭塔多（Adelantado），擔任新安達盧西亞的總督與總司令。他致力於增加布宜諾斯艾利斯的人口，但由於被指控行政管理不善，他於1544年遭到逮捕，並於1545年被送回西班牙接受審判。儘管他的刑罰最終被減免，他也沒有再回到美洲。此外，他在自己的著作中提到了朱莉安娜印第安人（India Juliana）的故事，這成為了其紀錄中的一部分。

## 早年生活與家庭
阿爾瓦·努涅斯·卡韋薩·德·巴卡約於1490年出生於安達盧西亞的赫雷斯-德拉弗龍特拉，位於卡迪斯省。他的父親弗朗西斯科·德·維拉（Francisco de Vera）是西班牙的小貴族之一。他的母親特雷莎·卡韋薩·德·巴卡（Teresa Cabeza de Vaca）同樣來自西班牙的小貴族家庭。
他以母親的曾祖父阿爾瓦·努涅斯·卡韋薩·德·巴卡（Álvar Núñez Cabeza de Vaca）的名字命名，但對他人生影響最大的卻是他的祖父佩德羅·德·維拉（Pedro de Vera）。
佩德羅·德·維拉在當時被描述為一位在陸地與海上作戰的專家。他曾率領軍隊對抗北非的摩爾人，並於1483年完成了對大加那利島的征服，這是加那利群島的主要島嶼之一。他被任命為該島的軍事總督，利用職位捕捉當地的原住民關切人（Aborígenes canarios, Guanches），並將他們作為奴隸出售至西班牙。
當鄰近的戈梅拉島的原住民發動反叛時，他殘酷地鎮壓了這次起義，殺死了十五歲以上的男性，並將婦女與兒童賣為奴隸。由於這些行動，他被處以重罰，並於1490年被召回卡斯提爾。
阿爾瓦·努涅斯·卡韋薩·德·巴卡在成長過程中應該聽聞過這些事蹟。多年後，他在南美洲將一個省份命名為「維拉」（Vera），以紀念他的祖父。
1506年前後，卡韋薩·德·巴卡的父親和祖父相繼去世，而他的母親於1509年過世，留下了一筆小規模的財產供她的七個孩子繼承。他的年幼兄弟姐妹搬去與他們的姑母同住，而阿爾瓦早在1503年便進入胡安·阿方索·佩雷斯·德·古斯曼（Juan Alfonso Pérez de Guzmán），即梅迪納西多尼亞第三公爵（3rd Duke of Medina Sidonia）的家中服務。
梅迪納西多尼亞家族是安達盧西亞最強大的家族之一，並主導了作為西班牙海外帝國貿易中心的塞維亞。卡韋薩·德·巴卡在公爵家中擔任侍童，後升任內侍。1511年，他前往意大利參加對抗法國的意大利戰爭，並於1512年2月參與了拉文納戰役（Battle of Ravenna），該戰役中西班牙軍隊慘敗，卡韋薩·德·巴卡也受了傷。他之後擔任那不勒斯附近加埃塔（Gaeta）的皇家旗手，繼續服役。
1513年，卡韋薩·德·巴卡返回西班牙，仍然效力於梅迪納西多尼亞公爵家族。不久，他與塞維亞一個顯赫的皈依猶太人家族成員瑪麗亞·馬莫萊霍（María Marmolejo）結婚。
1520年，當卡洛斯一世（Charles V）即位時，爆發了公社起義（Guerra de las Comunidades de Castilla）。卡韋薩·德·巴卡與公爵站在國王一邊，參與了平定起義的戰鬥。當年9月，起義軍試圖控制塞維亞未果，公爵任命卡韋薩·德·巴卡負責守衛其中一座城門。12月，他參與了解放托德西亞斯（Tordesillas）的行動；1521年4月23日，他參加了比亞拉爾戰役（Batalla de Villalar），最終擊敗了起義軍。
同年，當法國國王法蘭索瓦一世（Francis I）入侵納瓦拉時，卡韋薩·德·巴卡參與了對抗法軍的蓬特拉雷納戰役（Batalla de Puente de la Reina）。
1527年，卡韋薩·德·巴卡在瓦亞多利德的西班牙皇家宮廷亮相，並被任命為潘菲洛·德·納爾瓦埃斯（Pánfilo de Narváez）遠征隊的皇家財務官。該遠征隊的目標是探索並征服佛羅里達地區，這片領土大致相當於今日美國東南部地區。
卡韋薩·德·巴卡被選為遠征隊成員的具體原因尚不清楚，但他對王室的忠誠軍事服務無疑是重要的資格之一。此外，他的一位親戚路易斯·卡韋薩·德·巴卡（Luis Cabeza de Vaca）在至關重要的印度議會（Consejo de Indias）中任職，這可能也對他的任命起到了助力作用。

## 納爾瓦埃斯遠征
1526年12月11日，卡洛斯一世（Charles V）委任潘菲洛·德·納爾瓦埃斯（Pánfilo de Narváez）探索、征服並殖民北美洲的一部分，稱為佛羅里達（La Florida）。這片領土範圍模糊，被描述為從墨西哥延伸至佛羅里達的墨西哥灣沿岸地區。卡韋薩·德·巴卡被皇家任命為財務官，此職位使他成為遠征隊的副指揮官，負責保障皇帝在此次遠征中的利益。
他被承諾在返回後每年可獲得130,000馬拉維迪斯（Maravedí）的薪水。他們的艦隊共有五艘船，於1527年6月17日從西班牙啟航，隨行的有600名士兵與殖民者，其中包括少數已婚婦女及非洲奴隸。
在遠征途中，他們在伊斯帕尼奧拉島（Hispaniola）停靠補給，但納爾瓦埃斯失去了140多名士兵，這些人選擇留在島上而不繼續遠征。他們在島上停留了45天，用以重新補給艦隊並購買了一艘船。由於他們急需獲得馬匹，但伊斯帕尼奧拉島上的馬匹供應不足，遠征隊繼續航行至古巴，希望在那裡招募更多士兵並購買馬匹。
納爾瓦埃斯在聖地亞哥-德古巴（Santiago de Cuba）停泊，並命令卡韋薩·德·巴卡率領兩艘船沿著海岸繼續航行，前往千里達（Trinidad）補充更多物資。10月，當卡韋薩·德·巴卡登陸與當地人協商補給時，一場颶風襲擊了海岸，導致兩艘船沉沒，60名士兵和20匹馬喪生。
11月初，納爾瓦埃斯抵達當地接走倖存者。由於擔心再次遭遇風暴，納爾瓦埃斯決定在古巴過冬。剩餘的四艘船停泊於西恩富戈斯（Cienfuegos），由卡韋薩·德·巴卡指揮。
在卡韋薩·德·巴卡負責看管船隻與船員的期間，納爾瓦埃斯留在岸上尋找替代沉沒的船隻並招募更多人手。1528年2月，他返回哈瓜灣（Bay of Jagua），帶來了一艘額外的船隻，另有一艘船停泊在哈瓦那等待他們。他們重新啟程前往佛羅里達，計劃先停靠哈瓦那，以接應最後一艘船並補充更多物資。
然而，在抵達哈瓦那之前，他們再次遭遇風暴，被吹離航線進入墨西哥灣。由於物資和淡水短缺，他們決定繼續向佛羅里達前進，而非嘗試返回古巴。1528年4月，他們看見陸地，隨後下錨並登陸。雖然他們的登陸地點一直有爭議，但較新的觀點認為他們大致在坦帕灣（Tampa Bay）附近登陸。
在對當地進行短暫的偵察時，他們發現了一些屬於安全港文化（Safety Harbor culture）的印第安人小村莊。通過手語與這些印第安人交流後，西班牙人得知北方有一個名為阿帕拉契（Apalachee）的地區，據說那裡物產豐富，盛產食物和黃金。
卡韋薩·德·巴卡後來提到，每當納爾瓦埃斯對某件事表現出興趣時，印第安人總會向他保證，在阿帕拉契可以找到大量這種東西。因此，納爾瓦埃斯決心率領一支隊伍深入內陸，尋找這片富饒的土地。
儘管卡韋薩·德·巴卡強烈反對，納爾瓦埃斯仍然決定分割他的遠征隊。他計劃率領約300名士兵和42匹馬徒步前往阿帕拉契，而其餘人員，包括婦女，則搭船先行，尋找一個合適的港口並等待陸地隊伍返回。
卡韋薩·德·巴卡抗議道，分割隊伍會讓雙方陷入危險，且無法確保能再次相遇。他建議全體人員留在船隻上，直到找到一個適合作為基地的港口。但納爾瓦埃斯無視他的建議，並暗示如果卡韋薩·德·巴卡害怕，就應該留在船上。卡韋薩·德·巴卡拒絕這種暗示他懦弱的說法，並參加了這次陸地行軍。他後來寫道：「我寧願冒著生命危險，也不願讓我的榮譽受到威脅。」
1528年5月初，納爾瓦埃斯率領隊伍展開陸地行軍。他們向北行進了15天，期間未見任何印第安人或原住民聚落。在嘗試穿越一條水流湍急的河流（可能是威斯拉庫奇河（Withlacoochee））時，他們遇到了一支約200人的印第安人隊伍。這次遭遇很快演變為一場戰鬥，最終印第安人被擊退。
在附近，西班牙人找到了一個村莊，並在那裡停留了幾天，自行取用了儲藏的玉米作為補給。卡韋薩·德·巴卡懇求納爾瓦埃斯派出偵察隊沿著河流向下探索，希望能找到一個海灣，他們的船可能正在那裡等待。納爾瓦埃斯最終同意，命令卡韋薩·德·巴卡率領一次偵察行動。
經過兩次嘗試，他們在穿越沼澤和茂密的森林後，依然未能找到船隻或合適的港口。
納爾瓦埃斯仍然懷抱著在阿帕拉契（Apalachee）找到財富的希望，因此遠征隊繼續向前進發，並使用被俘的印第安人作為嚮導。離開船隻七週後，他們抵達了迄今為止發現的最大村落，這是一個由四十座房屋組成的聚落。嚮導向他們保證，這是阿帕拉契的一個主要定居點。
納爾瓦埃斯命令卡韋薩·德·巴卡率領大約五十名士兵奪取這個村落。村落內沒有對他們的進攻進行任何抵抗，卡韋薩·德·巴卡只找到了一些婦女和兒童，並將他們作為人質控制起來。在對房屋的徹底搜查中，他們找到了大量食物，但並沒有發現預期中的黃金或寶石。
在阿帕拉契，遠征隊發現並沒有黃金，只有玉米。然而，他們從當地人那裡得知，約5至9天路程外的一個名為奧特（Aute）的村莊據說非常富有。於是，他們繼續穿越沼澤前行，但途中不斷受到原住民的騷擾。幾名西班牙士兵在衝突中喪生，更多人受傷。
當他們抵達奧特時，發現村莊的居民已將其燒毀並撤離。不過，田地尚未被收割，至少遠征隊得以在那裡找到一些食物補給。經過數月在荒野和沼澤中與原住民的戰鬥，遠征隊最終決定放棄內陸探索，嘗試前往帕努科 ( Pánuco）。
遠征隊屠宰並食用了僅存的馬匹，並收集了馬鐙、馬刺、馬蹄鐵及其他金屬物品。他們用鹿皮製作了一個風箱，生火以高溫鍛造工具和釘子，然後利用這些工具建造了五艘簡陋的小船，希望能抵達墨西哥。
1528年9月22日，這支小型船隊出發，載著僅存的242名倖存者。卡韋薩·德·巴卡指揮其中一艘船，每艘船約載50人。在食物和水幾近耗盡的情況下，他們沿著海岸向西航行。然而，當他們抵達密西西比河河口時，強大的河流湧流將他們沖入墨西哥灣。此時，一場颶風將五艘小船分散，多人喪生，其中包括納爾瓦埃斯本人。
1528年11月，兩艘小船載著約40名倖存者，包括卡韋薩·德·巴卡，在或接近如今德州的加爾維斯頓島（Galveston Island）附近觸礁。約80名倖存者中，僅有15人熬過了那個冬天。探險者們將這座島命名為馬拉哈多島（Malhado，西班牙語意為「厄運」），或稱為「厄運之島」（Island of Doom）。
他們嘗試修復小船，甚至用自己的衣服作為填縫材料來堵住船上的破洞。然而，一場巨浪摧毀了這些船，讓他們失去了最後的希望。
隨著倖存者人數迅速減少，遠征隊的殘餘成員被墨西哥灣上游地區的多個美洲原住民遊牧部落奴役，長達四年之久。卡韋薩·德·巴卡所遭遇的部落包括漢斯族（Hans）與卡波克族（Capoques），以及後來被稱為卡蘭卡瓦族（Karankawa）和科阿韋爾特坎族（Coahuiltecan）的部落。
最終，僅有四人成功逃脫：卡韋薩·德·巴卡、安德烈斯·多蘭特斯·德·卡蘭薩（Andrés Dorantes de Carranza）、阿隆索·德爾卡斯蒂略·馬爾多納多（Alonso del Castillo Maldonado），以及多蘭特斯的非洲奴隸埃斯特萬尼科（Estevanico）。
卡韋薩·德·巴卡與他的三名同伴主要以這小組形式旅行，大致向南步行，穿越今日美國的德州以及墨西哥東北部的塔茅利帕斯州、新萊昂州和科阿韋拉州，可能還包括新墨西哥州和亞利桑那州的部分地區。他沿著墨西哥灣沿岸徒步前行，但途中未遇到其他歐洲人。
由於受到敵對印第安人的威脅，他們轉向內陸，繼續穿越科阿韋拉州和新比斯開省（Nueva Vizcaya，即現今的契瓦瓦州和杜蘭戈州）；隨後沿著加利福尼亞灣的海岸線南下，抵達現今的錫那羅亞州，這段旅程大約持續了八年。
在這些年裡，卡韋薩·德·巴卡和其他人適應了與當地原住民共同生活的方式。他後來將這些原住民根據主要食物來源命名為「根之人」（Gente de las Raíces）、「魚與黑莓之人」（Gente de los Peces y las Moras）或「無花果之人」（Gente de las Higueras）。
在他的流浪穿梭於各部落之間時，他逐漸對原住民產生了同情心。他成為了一名商人和治療師，這使他能夠在部落之間獲得一定的行動自由。
卡韋薩·德·巴卡的團隊吸引了大量原住民追隨者，這些追隨者視他們為擁有治癒與毀滅之力的「太陽之子」。隨著他的健康逐漸恢復，他決定通過貿易維持生計，並努力前往帕努科（Pánuco）。最終，他決定嘗試抵達墨西哥的西班牙殖民地。
據說，在穿越今日的美國西南地區和墨西哥北部的旅途中，許多原住民陪伴著他們的探索之旅。
卡韋薩·德·巴卡最終抵達了新西班牙的殖民地，並在現今的庫利亞坎（Culiacán）附近首次遇到其他西班牙人。之後，他與另外三名倖存者抵達墨西哥城，並於1537年啟程返回歐洲。
許多研究者試圖追溯他在西南地區的行經路線。由於卡韋薩·德·巴卡直到返回西班牙後才開始撰寫其旅行記錄，因此他不得不依靠記憶回憶整個旅程。他在旅途中沒有使用任何儀器確定位置，只能依賴推測航程，因此對於行程的具體路徑不甚確定。
卡韋薩·德·巴卡也意識到自己在年代順序和地理位置上的回憶存在許多錯誤。為了拼湊他的行程，歷史學家們根據有限的線索進行分析，努力重建他當時的路線。

## 重返美洲
1540年，卡韋薩·德·巴卡被任命為南美洲拉布拉他河地區的阿德蘭塔多（adelantado）。該殖民地包含今日的阿根廷、巴拉圭和烏拉圭的一部分。他的任務是尋找一條從該殖民地通往前印加帝國（Incan Empire）在秘魯和玻利維亞地區的財富的可用路線。
該帝國的核心地帶位於安地斯山脈，接近太平洋沿岸，當時已由西班牙控制。
在前往殖民地的途中，卡韋薩·德·巴卡在今日巴西的聖卡塔琳娜島（Ilha de Santa Catarina）下船。他率領一支包括當地原住民、250名持火繩槍的士兵以及26匹馬的隊伍，沿著阿萊希奧·加西亞（Aleixo Garcia）先前發現的原住民小徑，陸路深入至該地區的西班牙首府——位於巴拉圭河（Río Paraguay）上游的亞松森（Asunción）。
人們普遍認為，卡韋薩·德·巴卡是第一位看到伊瓜蘇瀑布（Iguaçu Falls）的歐洲人。
1542年3月，卡韋薩·德·巴卡與多明戈·馬丁內斯·德·伊拉拉（Domingo Martínez de Irala）會面，並解除其總督職位。亞松森的政府向卡韋薩·德·巴卡宣誓效忠，而伊拉拉則被派遣探索前往秘魯的可能路線。
在伊拉拉返回並報告結果後，卡韋薩·德·巴卡計劃進行自己的遠征。他希望抵達伊拉拉建立的據點洛斯雷耶斯（Los Reyes），然後深入叢林，尋找通往秘魯黃金和白銀礦區的路徑。然而，這次遠征進展不順，卡韋薩·德·巴卡最終返回亞松森。
在卡韋薩·德·巴卡離開期間，多明戈·馬丁內斯·德·伊拉拉利用政治上的分歧挑起了對他統治的反抗。學者普遍認為，卡韋薩·德·巴卡對原住民表現出與當時主流觀念不同的同情態度。然而，在今日阿根廷被稱為委託監護者（encomenderos）的殖民精英階層並不贊同他對原住民的開明政策；他們更希望將原住民用於勞動。
由於失去了精英階層的支持，再加上布宜諾斯艾利斯作為殖民地定居點未能吸引足夠居民而陷入困境，伊拉拉於1544年以管理不善的名義逮捕了卡韋薩·德·巴卡。這位前探險家於1545年被遣返回西班牙接受審判。
卡韋薩·德·巴卡最終被宣判無罪，但他再也沒有返回南美洲。他撰寫了一份詳細的報告，記述了拉布拉他河殖民地的情況，並對多明戈·馬丁內斯·德·伊拉拉的行為提出了強烈批評。這份報告與他早期的《La Relación》（《敘述》）一起出版，書名為《Comentarios》（《評論》）。
卡韋薩·德·巴卡最終在赫雷斯-德拉弗龍特拉或瓦亞多利德去世，具體日期不詳，1559年5月19日之後再無他的記錄存留。

## 阿爾瓦·努涅斯·卡韋薩·德·巴卡的《敘述》
阿爾瓦·努涅斯·卡韋薩·德·巴卡的《敘述》（La relación de Álvar Núñez Cabeza de Vaca）記錄了他在納爾瓦埃斯遠征期間的經歷，以及1528年11月在加爾維斯頓島觸礁後的生活。這本書詳細描述了卡韋薩·德·巴卡與最後的三名同伴如何艱難求生。
他們沿著德州海岸流浪，被漢斯族（Han）和卡波克族（Capoque）原住民俘虜，作為囚犯生活了兩年。期間，卡韋薩·德·巴卡觀察了當地人的生活方式與習俗，逐漸了解他們的文化。
在經歷了這段困難的時期後，他們繼續穿越美國西南部，最終抵達墨西哥城。距他們在島上觸礁已經過去了將近八年。
1537年，卡韋薩·德·巴卡返回西班牙，並撰寫了關於納爾瓦埃斯遠征的敘述。這些敘述於1542年在西班牙出版，現今被稱為《阿爾瓦·努涅斯·卡韋薩·德·巴卡的敘述》（La relación de Álvar Núñez Cabeza de Vaca）。該書被認為是「第一本完全專注於北美洲的歐洲著作」。
卡韋薩·德·巴卡的記錄詳細描述了當時許多美洲原住民部落的生活。他展現了對原住民的同情與尊重，這種態度以及他所記錄的豐富細節，使他的敘述有別於同期其他探險者的作品，成為獨具價值的歷史與文化資源。

### 觀察者的角色
卡韋薩·德·巴卡詳細記錄了美洲原住民的習俗與生活方式，並意識到自己作為早期歐洲探險者的特殊身份。他與包括卡波克族（Capoque）、漢斯族（Han）、阿瓦瓦雷族（Avavare）和阿爾巴達奧族（Arbadao）在內的多個部落共同生活了八年。
他描述了馬拉哈多人（Malhado people）、卡波克族和漢斯族的文化細節，例如他們對子女的照料、婚禮儀式以及主要的食物來源。卡韋薩·德·巴卡與另外三名倖存者有時為了生存而作為奴隸服務於美洲原住民。
通過這些觀察，卡韋薩·德·巴卡為我們提供了16世紀美洲原住民生活的見解，特別是位於現今墨西哥-德州邊境地區的原住民文化。
對於許多部落而言，卡韋薩·德·巴卡和埃爾南多·德·索托（Hernando de Soto）的記述是他們存在的唯一文字記錄。到下一次歐洲人接觸時，許多部落已消失，可能是因卡韋薩·德·巴卡及其同伴帶來的疾病所致。

### 基督的使者
卡韋薩·德·巴卡在旅程中最偉大的成就之一是為各地帶來和平。當他們的隊伍從一個部落移動到下一個部落時，交戰的部落會立刻締結和平並變得友好，以接待他們的隊伍並贈送禮物。
在他的旅程記錄中，卡韋薩·德·巴卡寫道：「我們讓整個國家處於和平之中。」他認為這些事件是他在美洲使命的一部分，並寫下他相信「上帝在指引我們前往我們可以為祂服務的地方」。
卡韋薩·德·巴卡作為和平使者面臨的最大挑戰，是他試圖在征服的西班牙軍隊與原住民之間促進和平時發生的。當他接近西班牙人定居區時，他與同伴目睹了原住民村莊的毀滅以及原住民被奴役的悲慘景象，為此感到悲痛。
肥沃的土地因無人耕作而荒蕪，而原住民則因懼怕西班牙軍隊而躲入森林中，幾乎處於飢餓狀態。
卡韋薩·德·巴卡隨後遇到了狄耶哥·德·阿爾卡拉斯（Diego de Alcaraz），他是由約20名騎兵組成的一支奴隸遠征隊的指揮官。卡韋薩·德·巴卡試圖在他們與原住民之間促進和平。然而，當卡韋薩·德·巴卡離開後，阿爾卡拉斯背棄承諾，掠奪了卡韋薩·德·巴卡送回家的原住民隨從。
不久之後，卡韋薩·德·巴卡遇到了該地區的首席市政官（省級指揮官）梅爾喬·迪亞斯（Melchor Díaz）。迪亞斯命令卡韋薩·德·巴卡將原住民從森林中帶回，以恢復土地的耕作。卡韋薩·德·巴卡與迪亞斯共同邀請原住民皈依基督教，原住民欣然接受。隨後，卡韋薩·德·巴卡指導他們在每個村莊建造一座大型木製十字架，以標誌村莊為基督教地區，從而避免受到西班牙士兵的攻擊。
不久之後，阿爾卡拉斯的遠征隊返回，並向迪亞斯解釋說，他們驚訝地發現，在返程途中，土地已重新有人定居，並且原住民手持十字架迎接他們，還為他們提供物資。迪亞斯因此命令阿爾卡拉斯不得再對這些原住民造成傷害。

### 個人報告
卡韋薩·德·巴卡撰寫了這篇敘述，致信於卡洛斯一世，以「傳達我在九年間迷失且淒苦地穿越許多偏遠土地時所見所聞的內容」。他希望傳遞的內容不僅僅是有關地點與距離、植物與動物的報告，還包括與眾多原住民交流和共同生活時了解到的習俗，以及任何他能聽到或觀察到的其他事物。
卡韋薩·德·巴卡十分注重事實呈現，努力完整記錄他所觀察到的一切。《敘述》（La relación）是記載他所遇到的許多原住民細節的唯一文獻，內容的準確性已被後來其他人的報告以及部分部落後裔的口述傳統所證實。
卡韋薩的記述同時也作為向西班牙國王的請願，旨在建立一個永久的基督教傳教團，並最終將原住民部落建立為一個在西班牙治理下的國家。
在他的反思中，卡韋薩向西班牙國王寫道：
|  | 願全能仁慈的上帝允許在陛下的統治和權威下，這些人自願且真誠地成為那位創造並拯救了他們的真正主的子民。我們相信他們會這樣，並且陛下注定會實現這一點，因為這並非難事。 |

卡韋薩·德·巴卡在他的一生中，始終是美洲原住民權利的堅定擁護者。

### 卡韋薩·德·巴卡提及的美洲原住民族
卡韋薩·德·巴卡在其1542年的《敘述》（La Relación）中記錄了以下原住民族群的名稱。下列清單展示了他所使用的名稱，以及1919年學者依據20世紀的名稱和更多語言學資料所提出的可能對應部落。
- 可能屬於卡蘭克瓦族群（Karankawan groups）：

- Capoques – Cocos
- Deaguanes – Cujanes  
- Quevenes – Copanes  
- Guaycones – Guapites  
- Camones – Karankaguases
- 與卡蘭克瓦族相關的群體（Related to Karankawa）：

- Charruco – Bidai-Orcoquiza  
- Han – Bidai-Orcoquiza  
- 可能屬於通卡瓦族群（Tonkawan groups）：

- Mendica – Tamiques  
- Mariames – Jaranames  
- Iguaces – Anaquas  
- 可能屬於科阿韋爾特坎或沙漠地區的群體（Coahuiltecan or desert groups）：

- Quitoles
- “無花果之人”（Fig People）
- Acubadaos
- Avavares  
- Anegados
- Cutalchuches
- Maliacones 
- Susolas 
- Comos – Comecrudo  
- Cuayos
- Arbadaos
- Atayos – Adai Caddo Indian Nation  
- Cuchendados  

## 《評論》（Comentarios）
1555年，在擔任拉布拉他河地區四年阿德蘭塔多（Adelantado）職位後，卡韋薩·德·巴卡憑藉記憶撰寫了一本關於他在南美洲經歷的編年史。當時他的秘書佩羅·埃爾南德斯（Pero Hernández）負責將卡韋薩·德·巴卡的敘述轉錄成書，這部作品即後來的《評論》（Comentarios）。
《評論》的出版附加於卡韋薩·德·巴卡早期的《敘述》（La relación），作為一本合輯在西班牙的瓦亞多利德以《遇難記》（Naufragios）的名稱出版。在那個時代，探險者經常將他們在外國土地上的旅行報告出版成書。

## 後續版本
1906年，《遇難記》（Naufragios）在西班牙馬德里出版了一個新版。該版本的引言中提到，此版本的目的是宣傳卡韋薩·德·巴卡的觀察和經歷，以加強對其內容的真實呈現。
該版本被描述為試圖將卡韋薩·德·巴卡描繪得不那麼具侵略性，同時致力於強化他作為同情原住民的觀察者角色的形象。

## 在奇卡諾文學中的地位
埃雷拉（Herrera, 2011）將卡韋薩·德·巴卡的《敘述》（La Relación）歸類為奇卡諾文學的首個重要貢獻。學者們將奇卡諾文學劃分為五個主要時期：西班牙墨西哥時期、墨西哥裔美國時期、併入時期、奇卡諾文藝復興時期和現代時期。卡韋薩·德·巴卡被歸類於西班牙墨西哥時期，他記錄了八年間在奇卡諾文化地區（即現今的德州、新墨西哥州和墨西哥北部）的旅行與生存經歷。他的記述被認為是美國西南地區的首個已知文字描述。

## 電影改編
1991年，由墨西哥製作的劇情長片《卡韋薩·德·巴卡》（Cabeza de Vaca）上映，該片由尼古拉斯·埃切瓦里亞（Nicolás Echevarría）執導，胡安·迪耶哥（Juan Diego）主演。這部影片改編自卡韋薩·德·巴卡的《遇難記》（Naufragios），並入選第41屆柏林國際電影節參展。

## 在其他媒體中的呈現
萊拉·拉拉米（Laila Lalami）的小說《摩爾人的記述》（The Moor's Account, 2014）是一部以虛構形式撰寫的埃斯特萬尼科（Estevanico）回憶錄。埃斯特萬尼科是摩洛哥裔奴隸，隨卡韋薩·德·巴卡一起穿越美國西南地區並倖存下來。他被認為是北美洲的首位黑人探險家。
勳爵巴克利（Lord Buckley）根據哈尼爾·朗（Haniel Long）的小說創作了一篇名為《The Gasser》的獨白，首次於1954年錄製，並於1959年再次錄製。
卡韋薩·德·巴卡的故事在1996年首播的PBS紀錄片《西部》（The West）的第一集中被提及，該片由肯·伯恩斯（Ken Burns）製作。
羅素·珀森（Russell Persson）的《佛羅里達之路》（The Way of Florida, 2017，Little Island Press）是一部高度風格化的卡韋薩·德·巴卡《敘述》的小說化作品。
《阿爾瓦·努涅斯·卡韋薩·德·巴卡的偉大旅程》（The Great Journey of Álvar Núñez Cabeza de Vaca）是一部由科林·馬修斯（Colin Matthews）於1981年至1988年間創作的音樂作品。

## 延伸阅读
- Adorno, Rolena and Pautz, Patrick Charles. Alvar Nunez Cabeza De Vaca: His Account, His Life and the Expedition of Panfilo De Narvaez, 3 volumes, in English; University of Nebraska Press, Lincoln, London (1999); hardcover; ISBN 978-0803214637
- Howard, David A. . Tuscaloosa: University of Alabama Press. 1996. ISBN 978-0817308285.
- Krieger, Alex D.  We Came Naked and Barefoot: The Journey of Cabeza de Vaca across North America. Austin: University of Texas Press, 2002. ISBN 978-0-292-74235-2.
- Long, Haniel. Interlinear to Cabeza de Vaca (1936), a fictionalized account of Cabeza de Vaca's journey
- Reséndez, Andrés. A Land So Strange: The Epic Journey of Cabeza de Vaca, Basic Books, Perseus, 2007. ISBN 0-465-06840-5
- Schneider, Paul. Brutal Journey, Cabeza de Vaca and the Epic First Crossing of North America, New York: Henry Holt, 2007.  ISBN 0-8050-8320-0
- Udall, Stewart L. Majestic Journey: Coronado's Inland Empire, Museum of New Mexico Press, 1995. ISBN 0-89013-285-2
- Varnum, Robin. Álvar Núñez Cabeza de Vaca: American Trailblazer. Norman, OK: University of Oklahoma Press, 2014.
- Wild, Peter (1991). Álvar Núñez Cabeza de Vaca. Boise, ID: Boise State University, 1991.  ISBN 978-0884301004 OCLC 24515951、656314379 (print and on-line)

### 西班牙语
- Adorno, Rolena and Pautz, Patrick Charles; Alvaro Núñez Cabeza de Vaca: sus logros, su vida y la expedición de Pánfilo de Narváez, 3 volumes, in Spanish; University of Nebraska Press, Lincoln, London (September 15, 1999); hardcover; 1317 pages; ISBN 978-0803214545
- Caba, Rubén; Gómez-Lucena, Eloísa.  [The Odyssey of Cabeza de Vaca: on the footsteps of Álvar Núñez on American lands] (historical essay). Terra Incógnita. Barcelona: Edhasa. 2008. ISBN 9788435039864 （西班牙语）.
- Caba, Rubén; Gómez-Lucena, Eloísa.  [Cabeza de Vaca: the Ulysses of the New World]. Clío Historia. October 2008, (84): 72–79. ISSN 1579-3532 （西班牙语）.
- Jauregui, Carlos; "Cabeza de Vaca, Mala Cosa y las vicisitudes de la extrañeza （页面存档备份，存于）." Revista de Estudios Hispánicos XLVIII: 3 (2014): 421-447.
- Maura, Juan Francisco (编).  (PDF). Lemir. Parnaseo (University of Valencia). July 2007: AJKDAS;LKJFL;KFHODHSUHYJ  [2010-04-14]. ISSN 1579-735X. （原始内容存档 (PDF)于2021-05-18） （西班牙语）.
- Maura, Juan Francisco.  (PDF). Lemir. Parnaseo (University of Valencia). July 2011  [2011-07-07]. ISSN 1579-735X. （原始内容存档 (PDF)于2021-02-11） （西班牙语）.
- Maura, Juan Francisco.  (PDF). Lemir. Parnaseo (University of Valencia). October 2008  [2010-04-14]. ISSN 1579-735X. （原始内容存档 (PDF)于2019-04-12） （西班牙语）.
- Maura, Juan Francisco. (October 2013).“El libro 50 de la Historia General y Natural de las Indias («Infortunios y Naufragios») de Gonzalo Fernández de Oviedo (1535): ¿génesis e inspiración de algunos episodios de Naufragios de Alvar Núñez Cabeza de Vaca (1542)?” Lemir 17, 87-100. University of Valencia http://parnaseo.uv.es/Lemir/Revista/Revista17/06_Maura_Juan.pdf （页面存档备份，存于）

### 意大利语
- Giovan Battista Ramusio: Delle navigationi et viaggi Terzo volume , pp. 310–330 – "Relatione che fece Alvaro Nunez detto Capo di vacca" –  Venetia, 1565 (1606 edition)